# Rodney Thomas II
Rodney Thomas II (Pittsburgh, 26 giugno 1998) è un giocatore di football americano statunitense che milita nel ruolo di safety per gli Indianapolis Colts della National Football League (NFL).

## Carriera

### Indianapolis Colts
Thomas al college giocò a football a Yale. Fu scelto nel corso del settimo giro (239º assoluto) nel Draft NFL 2022 dagli Indianapolis Colts. Nella settimana 5 mise a segno il suo primo intercetto sul quarterback dei Denver Broncos Russell Wilson. La sua stagione da rookie si chiuse disputando tutte le 17 partite, di cui 10 come titolare, con 52 tackle, 4 intercetti e 6 passaggi deviati.